# Rojach
Rojach ist eine Ortschaft und eine Katastralgemeinde der Gemeinde Heiligenblut am Großglockner im Bezirk Spittal an der Drau in Kärnten.

## Siedlungsentwicklung
Zum Jahreswechsel 1979/1980 befanden sich in der Katastralgemeinde Rojach insgesamt 107 Bauflächen mit 20.259 m² und 3 Gärten auf 424 m², 1989/1990 gab es 107 Bauflächen. 1999/2000 war die Zahl der Bauflächen auf 258 angewachsen und 2009/2010 bestanden 172 Gebäude auf 272 Bauflächen.

## Bodennutzung
Die Katastralgemeinde ist land- und forstwirtschaftlich geprägt. 173 Hektar wurden zum Jahreswechsel 1979/1980 landwirtschaftlich genutzt und 319 Hektar waren forstwirtschaftlich geführte Waldflächen. 1999/2000 wurde auf 162 Hektar Landwirtschaft betrieben und 342 Hektar waren als forstwirtschaftlich genutzte Flächen ausgewiesen. Ende 2018 waren 135 Hektar als landwirtschaftliche Flächen genutzt und Forstwirtschaft wurde auf 373 Hektar betrieben. Die durchschnittliche Bodenklimazahl von Rojach beträgt 14,3 (Stand 2010).

## Söhne und Töchter des Ortes
- Johann Grutschnigg (1808–1861), österreichischer Realitätenbesitzer und Politiker
- Georg Lora (1879–1944), österreichischer Bürgerschullehrer und Politiker (SDAP)